# Arne Hertz
Arne Hertz (6 giugno 1939) è un ex copilota di rally svedese, noto per essere stato il copilota di Hannu Mikkola con il quale ha vinto il campionato del mondo nel 1983.

## Carriera

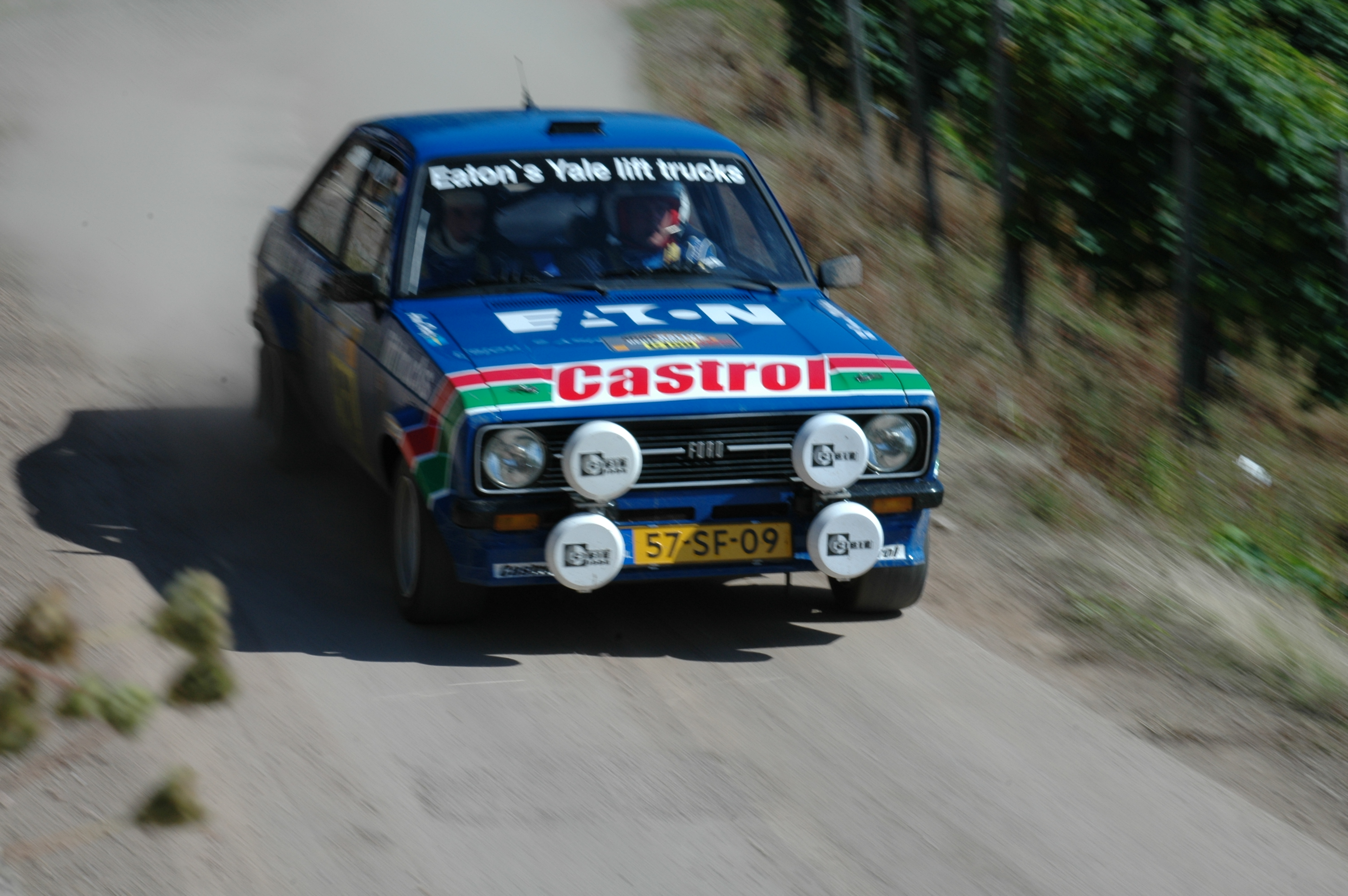
Ford Escort RS1800 utilizzata da Hetz per vincere il RAC Rally 1978

Divenne noto per la prima volta quando fu co-guida per Stig Blomqvist su Saab 96 V4, con il quale vinse per la prima volta il RAC Rally nel 1971. Con Blomqvist nello stesso anno, vinse anche l'Hanki Rally, il Rally di Svezia e il Rally dei 1000 laghi. Con Blomqvist vinse anche il Rally di Svezia nel 1972 e nel 1973.
Il suo periodo di maggior successo è stato dal 1977 al 1990 quando ha affiancato il pilota finlandese Hannu Mikkola, prima nella Ford Escort RS 1600, per poi passare alla RS1800. Con lui ha vinto il RAC Rally per la seconda volta nel 1978 con la Escort. I due insieme lasciarono la Ford nel 1980 per unirsi al team Audi, utilizzando la Quattro e vincendo nuovamente il RAC Rally nel 1981. Hertz e Mikkola insieme ottennero il titolo mondiale nel 1983.
Nel 1988, quando Mikkola passò al team Mazda, Hertz rimase in Audi, collaborando con il pilota tedesco Armin Schwarz.

## Palmarès
- Campionato del mondo rally: 1
1979 con Hannu Mikkola su Ford Escort RS 1800 MKII e Mercedes-Benz 450 SLC

### Vittorie nel Campionato internazionale costruttori/WRC
| Nº | Anno | Rally                      | Pilota         | Vettura                    | Squadra             |
| -- | ---- | -------------------------- | -------------- | -------------------------- | ------------------- |
| 1  | 1971 | Rally di Svezia            | Stig Blomqvist | Saab 96 V4                 | -                   |
| 2  | 1971 | Rally d'Austria            | Ove Andersson  | Alpine-Renault A110 1600   | Alpine Renault      |
| 3  | 1971 | Rally dell'Acropoli        | Ove Andersson  | Alpine-Renault A110 1600   | Alpine Renault      |
| 4  | 1971 | Rally di Gran Bretagna     | Stig Blomqvist | Saab 96 V4                 | Saab Scania         |
| 5  | 1972 | Rally di Svezia            | Stig Blomqvist | Saab 96 V4                 | -                   |
| 6  | 1973 | Rally di Svezia            | Stig Blomqvist | Saab 96 V4                 | Saab Scania         |
| 7  | 1975 | Safari Rally               | Ove Andersson  | Peugeot 504                | -                   |
| 8  | 1978 | Rally di Gran Bretagna     | Hannu Mikkola  | Ford Escort RS 1800 MKII   | Eaton Yale          |
| 9  | 1979 | Rally del Portogallo       | Hannu Mikkola  | Ford Escort RS 1800 MKII   | Ford Motor Co. Ltd. |
| 10 | 1979 | Rally della Nuova Zelanda  | Hannu Mikkola  | Ford Escort RS 1800 MKII   | Masport             |
| 11 | 1979 | Rally di Gran Bretagna     | Hannu Mikkola  | Ford Escort RS 1800 MKII   | Ford Motor Co. Ltd. |
| 12 | 1979 | Rally della Costa d'Avorio | Hannu Mikkola  | Mercedes-Benz 450 SLC      | -                   |
| 13 | 1981 | Rally di Svezia            | Hannu Mikkola  | Audi Quattro               | Audi Sport          |
| 14 | 1981 | Rally di Gran Bretagna     | Hannu Mikkola  | Audi Quattro               | Audi Sport          |
| 15 | 1982 | Rally di Finlandia         | Hannu Mikkola  | Audi Quattro               | Audi Sport          |
| 16 | 1982 | Rally di Gran Bretagna     | Hannu Mikkola  | Audi Quattro               | Audi Sport          |
| 17 | 1983 | Rally di Svezia            | Hannu Mikkola  | Audi quattro A1            | Audi Sport          |
| 18 | 1983 | Rally del Portogallo       | Hannu Mikkola  | Audi quattro A1            | Audi Sport          |
| 19 | 1983 | Rally d'Argentina          | Hannu Mikkola  | Audi Quattro A2            | Audi Sport          |
| 20 | 1983 | Rally di Finlandia         | Hannu Mikkola  | Audi Quattro A2            | Audi Sport          |
| 21 | 1984 | Rally del Portogallo       | Hannu Mikkola  | Audi Quattro A2            | Audi Sport          |
| 22 | 1987 | Safari Rally               | Hannu Mikkola  | Audi 200 quattro           | Audi Sport          |
| 23 | 1991 | Rally di Catalogna         | Armin Schwarz  | Toyota Celica GT-4 (ST165) | Toyota Team Europe  |

## Risultati nel mondiale rally

### WRC
| 1973 | Scuderia                                   | Vettura                            |  |   |  |  |  |   |  |     |     |  |  |     |  |  |  |  | Punti       | Pos. |
| ---- | ------------------------------------------ | ---------------------------------- |  | - |  |  |  | - |  | --- | --- |  |  | --- |  |  |  |  | ----------- | ---- |
| 1973 | Saab Scania, Fiat e Saab Scania Aktiebolag | Saab 96 V4 e Fiat 124 Abarth Rally |  | 1 |  |  |  | 4 |  | Rit | Rit |  |  | Rit |  |  |  |  | [ 3 ] [ 4 ] |      |

| 1974 | Scuderia                                    | Vettura                                                                |   |     |    |  |  |  |     |  |  |  |  |  |  |  |  |  | Punti       | Pos. |
| ---- | ------------------------------------------- | ---------------------------------------------------------------------- | - | --- | -- |  |  |  | --- |  |  |  |  |  |  |  |  |  | ----------- | ---- |
| 1974 | Salvador Caetano / VIP e Dealer Team Toyota | Toyota Corolla Levin TE27, Peugeot 504, Opel Ascona A e Toyota Corolla | 4 | Rit | 10 |  |  |  | Rit |  |  |  |  |  |  |  |  |  | [ 5 ] [ 6 ] |      |

| 1975 | Scuderia                       | Vettura                                                               |  |  |   |     |  |   |  |  |  |     |  |  |  |  |  |  | Punti | Pos. |
| ---- | ------------------------------ | --------------------------------------------------------------------- |  |  | - | --- |  | - |  |  |  | --- |  |  |  |  |  |  | ----- | ---- |
| 1975 | Team Salvador Caetano e Toyota | Peugeot 504, Toyota Corolla Levin TE27 e Toyota Celica 2000 GT (RA21) |  |  | 1 | Rit |  | 3 |  |  |  | Rit |  |  |  |  |  |  | [ 5 ] |      |

| 1976 | Scuderia                                           | Vettura                                                       |  |   |   |   |  |  |   |  |  |  |  |  |  |  |  |  | Punti             | Pos. |
| ---- | -------------------------------------------------- | ------------------------------------------------------------- |  | - | - | - |  |  | - |  |  |  |  |  |  |  |  |  | ----------------- | ---- |
| 1976 | Marlboro Lancia, Team Salvador Caetano e HM-Racing | Lancia Stratos HF, Toyota Celica 2000 GT (RA21) e Peugeot 504 |  | 4 | 2 | 5 |  |  | 3 |  |  |  |  |  |  |  |  |  | [ 7 ] [ 5 ] [ 8 ] |      |

| 1977 | Scuderia                                    | Vettura                                                                                   |  |     |     |     |  |     |     |  |  |  |   |  |  |  |  |  | Punti | Pos. |
| ---- | ------------------------------------------- | ----------------------------------------------------------------------------------------- |  | --- | --- | --- |  | --- | --- |  |  |  | - |  |  |  |  |  | ----- | ---- |
| 1977 | Team Salvador Caetano e Marshalls (EA) Ltd. | Toyota Corolla Levin TE27, Toyota Celica 2000 GT (RA21), Peugeot 504 e Toyota Celica RA21 |  | Rit | Rit | Rit |  | Rit | Rit |  |  |  | 2 |  |  |  |  |  | [ 8 ] |      |

| 1978 | Scuderia                         | Vettura                  |  |   |  |   |  |     |  |  |  |  |   |  |  |  |  |  | Punti | Pos. |
| ---- | -------------------------------- | ------------------------ |  | - |  | - |  | --- |  |  |  |  | - |  |  |  |  |  | ----- | ---- |
| 1978 | Ford Motor Co. Ltd. e Eaton Yale | Ford Escort RS 1800 MKII |  | 2 |  | 2 |  | Rit |  |  |  |  | 1 |  |  |  |  |  | [ 8 ] |      |

| 1979 | Scuderia                                                                      | Vettura                                          |   |   |   |   |     |   |     |  |  |  |   |   |  |  |  |  | Punti | Pos. |
| ---- | ----------------------------------------------------------------------------- | ------------------------------------------------ | - | - | - | - | --- | - | --- |  |  |  | - | - |  |  |  |  | ----- | ---- |
| 1979 | Ford Motor Co. Ltd., D.T. Dobie / Daimler-Benz, Rothmans Rally Team e Masport | Ford Escort RS 1800 MKII e Mercedes-Benz 450 SLC | 5 | 5 | 1 | 2 | Rit | 1 | Rit |  |  |  | 1 | 1 |  |  |  |  | 111   | 1º   |

| 1980 | Scuderia | Vettura |     |   |     |     |     |   |     |   |   |  |   |     |  |  |  |  | Punti | Pos. |
| ---- | --- | --- | --- | - | --- | --- | --- | - | --- | - | - |  | - | --- |  |  |  |  | ----- | ---- |
| 1980 | Esso, Rothmans Rally Team, D.T. Dobie / Daimler-Benz, Daimler-Benz, Toyota Team Europe, Cable-Price Corp. e SEACI | Porsche 911 SC, Ford Escort RS 1800 MKII, Mercedes-Benz 450 SLC, Mercedes-Benz 500 SLC e Toyota Celica 2000 GT | Rit | 4 | Rit | Rit | Rit | 2 | Rit | 3 | 3 |  | 2 | Rit |  |  |  |  | 64    | 2º   |

| 1981 | Scuderia   | Vettura      |  |   |     |  |     |    |  |  |   |   |  |   |  |  |  |  | Punti | Pos. |
| ---- | ---------- | ------------ |  | - | --- |  | --- | -- |  |  | - | - |  | - |  |  |  |  | ----- | ---- |
| 1981 | Audi Sport | Audi Quattro |  | 1 | Rit |  | Rit | SQ |  |  | 3 | 4 |  | 1 |  |  |  |  | [ 8 ] |      |

| 1982 | Scuderia   | Vettura      |   |    |     |  |     |     |     |     |   |   |  |   |  |  |  |  | Punti | Pos. |
| ---- | ---------- | ------------ | - | -- | --- |  | --- | --- | --- | --- | - | - |  | - |  |  |  |  | ----- | ---- |
| 1982 | Audi Sport | Audi Quattro | 2 | 16 | Rit |  | Rit | Rit | Rit | Rit | 1 | 2 |  | 1 |  |  |  |  | [ 8 ] |      |

| 1983 | Scuderia   | Vettura                           |   |   |   |   |     |     |     |   |   |     |   |   |  |  |  |  | Punti | Pos. |
| ---- | ---------- | --------------------------------- | - | - | - | - | --- | --- | --- | - | - | --- | - | - |  |  |  |  | ----- | ---- |
| 1983 | Audi Sport | Audi quattro A1 e Audi Quattro A2 | 4 | 1 | 1 | 2 | Rit | Rit | Rit | 1 | 1 | Rit | 2 | 2 |  |  |  |  | [ 8 ] |      |

| 1984 | Scuderia                   | Vettura                              |   |  |   |   |  |   |   |   |     |  |   |   |  |  |  |  | Punti | Pos. |
| ---- | -------------------------- | ------------------------------------ | - |  | - | - |  | - | - | - | --- |  | - | - |  |  |  |  | ----- | ---- |
| 1984 | Audi Sport e Audi Sport UK | Audi Quattro A2 e Audi Quattro Sport | 3 |  | 1 | 3 |  | 2 | 3 | 2 | Rit |  | 2 | 2 |  |  |  |  | [ 8 ] |      |

| 1985 | Scuderia   | Vettura                                    |  |   |  |     |  |  |  |  |     |  |     |     |  |  |  |  | Punti       | Pos. |
| ---- | ---------- | ------------------------------------------ |  | - |  | --- |  |  |  |  | --- |  | --- | --- |  |  |  |  | ----------- | ---- |
| 1985 | Audi Sport | Audi Quattro Sport e Audi Quattro Sport E2 |  | 4 |  | Rit |  |  |  |  | Rit |  | Rit | Rit |  |  |  |  | [ 8 ] [ 9 ] |      |

| 1986 | Scuderia   | Vettura               |   |  |  |  |  |  |  |  |  |  |  |  |  |  |  |  | Punti | Pos. |
| ---- | ---------- | --------------------- | - |  |  |  |  |  |  |  |  |  |  |  |  |  |  |  | ----- | ---- |
| 1986 | Audi Sport | Audi Quattro Sport E2 | 3 |  |  |  |  |  |  |  |  |  |  |  |  |  |  |  | [ 8 ] |      |

| 1987 | Scuderia   | Vettura          |  |  |  |   |  |   |  |  |  |     |  |  |  |  |  |  | Punti | Pos. |
| ---- | ---------- | ---------------- |  |  |  | - |  | - |  |  |  | --- |  |  |  |  |  |  | ----- | ---- |
| 1987 | Audi Sport | Audi 200 quattro |  |  |  | 1 |  | 3 |  |  |  | Rit |  |  |  |  |  |  | [ 8 ] |      |

| 1988 | Scuderia           | Vettura          |  |  |  |  |  |  |  |  |  |  |  |  |   |  |  |  | Punti  | Pos. |
| ---- | ------------------ | ---------------- |  |  |  |  |  |  |  |  |  |  |  |  | - |  |  |  | ------ | ---- |
| 1988 | Schmidt Motorsport | Audi 200 quattro |  |  |  |  |  |  |  |  |  |  |  |  | 5 |  |  |  | [ 10 ] |      |

| 1989 | Scuderia                | Vettura       |  |  |  |  |  |  |  |  |  |  |  |  |   |  |  |  | Punti | Pos. |
| ---- | ----------------------- | ------------- |  |  |  |  |  |  |  |  |  |  |  |  | - |  |  |  | ----- | ---- |
| 1989 | Mazda Rally Team Europe | Mazda 323 4WD |  |  |  |  |  |  |  |  |  |  |  |  | 9 |  |  |  | [ 8 ] |      |

| 1990 | Scuderia                | Vettura                       |     |   |  |  |  |  |  |     |   |  |  |     |  |  |  |  | Punti        | Pos. |
| ---- | ----------------------- | ----------------------------- | --- | - |  |  |  |  |  | --- | - |  |  | --- |  |  |  |  | ------------ | ---- |
| 1990 | Mazda Rally Team Europe | Mazda 323 4WD e Mazda 323 GTX | Rit | 6 |  |  |  |  |  | Rit | 6 |  |  | Rit |  |  |  |  | [ 8 ] [ 11 ] |      |

| 1991 | Scuderia           | Vettura                    |   |  |     |  |     |   |  |  |   |   |   |  |   |  |  |  | Punti  | Pos. |
| ---- | ------------------ | -------------------------- | - |  | --- |  | --- | - |  |  | - | - | - |  | - |  |  |  | ------ | ---- |
| 1991 | Toyota Team Europe | Toyota Celica GT-4 (ST165) | 4 |  | Rit |  | Rit | 5 |  |  | 9 | 3 | 8 |  | 1 |  |  |  | [ 10 ] |      |

| 1992 | Scuderia           | Vettura                         |     |  |     |  |   |     |  |  |  |  |  |  |   |  |  |  | Punti  | Pos. |
| ---- | ------------------ | ------------------------------- | --- |  | --- |  | - | --- |  |  |  |  |  |  | - |  |  |  | ------ | ---- |
| 1992 | Toyota Team Europe | Toyota Celica Turbo 4WD (ST185) | Rit |  | Rit |  | 5 | Rit |  |  |  |  |  |  | 5 |  |  |  | [ 10 ] |      |

| 1993 | Scuderia            | Vettura                         |  |  |  |  |  |  |  |  |   |  |  |  |  |  |  |  | Punti | Pos. |
| ---- | ------------------- | ------------------------------- |  |  |  |  |  |  |  |  | - |  |  |  |  |  |  |  | ----- | ---- |
| 1993 | Toyota Castrol Team | Toyota Celica Turbo 4WD (ST185) |  |  |  |  |  |  |  |  | 7 |  |  |  |  |  |  |  | [ 8 ] |      |

| 1994 | Scuderia            | Vettura                         |  |  |  |  |   |  |   |  |  |     |  |  |  |  |  |  | Punti  | Pos. |
| ---- | ------------------- | ------------------------------- |  |  |  |  | - |  | - |  |  | --- |  |  |  |  |  |  | ------ | ---- |
| 1994 | Toyota Castrol Team | Toyota Celica Turbo 4WD (ST185) |  |  |  |  | 7 |  | 7 |  |  | Rit |  |  |  |  |  |  | [ 12 ] |      |

| 1995 | Scuderia            | Vettura                       |  |  |  |  |    |   |  |  |  |  |  |  |  |  |  |  | Punti  | Pos. |
| ---- | ------------------- | ----------------------------- |  |  |  |  | -- | - |  |  |  |  |  |  |  |  |  |  | ------ | ---- |
| 1995 | Toyota Castrol Team | Toyota Celica GT-Four (ST205) |  |  |  |  | 27 | 7 |  |  |  |  |  |  |  |  |  |  | [ 12 ] |      |

| 1996 | Scuderia   | Vettura                         |  |  |   |  |  |  |   |  |  |  |  |  |  |  |  |  | Punti  | Pos. |
| ---- | ---------- | ------------------------------- |  |  | - |  |  |  | - |  |  |  |  |  |  |  |  |  | ------ | ---- |
| 1996 | Tein Sport | Toyota Celica Turbo 4WD (ST185) |  |  | 4 |  |  |  | 9 |  |  |  |  |  |  |  |  |  | [ 12 ] |      |

| 1997 | Scuderia   | Vettura                       |  |  |  |  |  |  |  |  |  |  |   |  |     |  |  |  | Punti  | Pos. |
| ---- | ---------- | ----------------------------- |  |  |  |  |  |  |  |  |  |  | - |  | --- |  |  |  | ------ | ---- |
| 1997 | Tein Sport | Toyota Celica GT-Four (ST205) |  |  |  |  |  |  |  |  |  |  | 5 |  | Rit |  |  |  | [ 12 ] |      |

| 1998 | Scuderia                 | Vettura                       |  |  |  |  |  |    |  |     |  |    |     |    |    |  |  |  | Punti  | Pos. |
| ---- | ------------------------ | ----------------------------- |  |  |  |  |  | -- |  | --- |  | -- | --- | -- | -- |  |  |  | ------ | ---- |
| 1998 | Toyota Team Saudi Arabia | Toyota Celica GT-Four (ST205) |  |  |  |  |  | 16 |  | Rit |  | 17 | Rit | 19 | 13 |  |  |  | [ 13 ] |      |

| 1999 | Scuderia            | Vettura                                        |  |    |  |  |  |  |  |  |  |  |  |  |  |     |  |  | Punti         | Pos. |
| ---- | ------------------- | ---------------------------------------------- |  | -- |  |  |  |  |  |  |  |  |  |  |  | --- |  |  | ------------- | ---- |
| 1999 | Toyota Castrol Team | Mitsubishi Lancer Evo III e Toyota Corolla WRC |  | 19 |  |  |  |  |  |  |  |  |  |  |  | Rit |  |  | [ 14 ] [ 15 ] |      |

| Legenda | 1º posto | 2º posto | 3º posto | A punti | Senza punti | Ritirato | Squalificato | NP=Non partito C=Gara cancellata | Apice=Power stage |

### Group N Cup
| 1999 | Scuderia | Vettura                   |  |   |  |  |  |  |  |  |  |  |  |  |  |  |  |  | Punti  | Pos. |
| ---- | -------- | ------------------------- |  | - |  |  |  |  |  |  |  |  |  |  |  |  |  |  | ------ | ---- |
| 1999 |          | Mitsubishi Lancer Evo III |  | 5 |  |  |  |  |  |  |  |  |  |  |  |  |  |  | [ 14 ] |      |

| Legenda | 1º posto | 2º posto | 3º posto | A punti | Senza punti | Ritirato | Squalificato | NP=Non partito C=Gara cancellata | Apice=Power stage |